# Catedral de Santo Domingo (Bayombong)
La Catedral de Santo Domingo o simplemente Catedral de Bayombong Es un templo católico del siglo XVIII, realizada en estilo barroco situada en el Brgy. Salvación, Bayombong, Nueva Vizcaya, en el país asiático de Filipinas. La catedral,  es la sede de la Diócesis de Bayombong, que está bajo el patrocinio de Santo Domingo.
La misión en la actual Bayombong tiene sus raíces en la década de 1700 cuando fue formalmente aceptada por los dominicos como centro de misión en una región previamente denominado Paniqui. Poco después de la fundación de la misión, la erección de la estructura de la iglesia tuvo lugar en 1780 bajo la supervisión del padre Juan Crespo, OP. De acuerdo a los registros, la iglesia y otras estructuras cercanas, fue destruida por el fuego en 1892. El Padre Don Cerefino Martínez, OP inició la reconstrucción de la iglesia. Se terminó tres años después, en 1895, con la instalación de techos de hierro galvanizado, nuevos retablos y un nuevo púlpito.

## Véase también

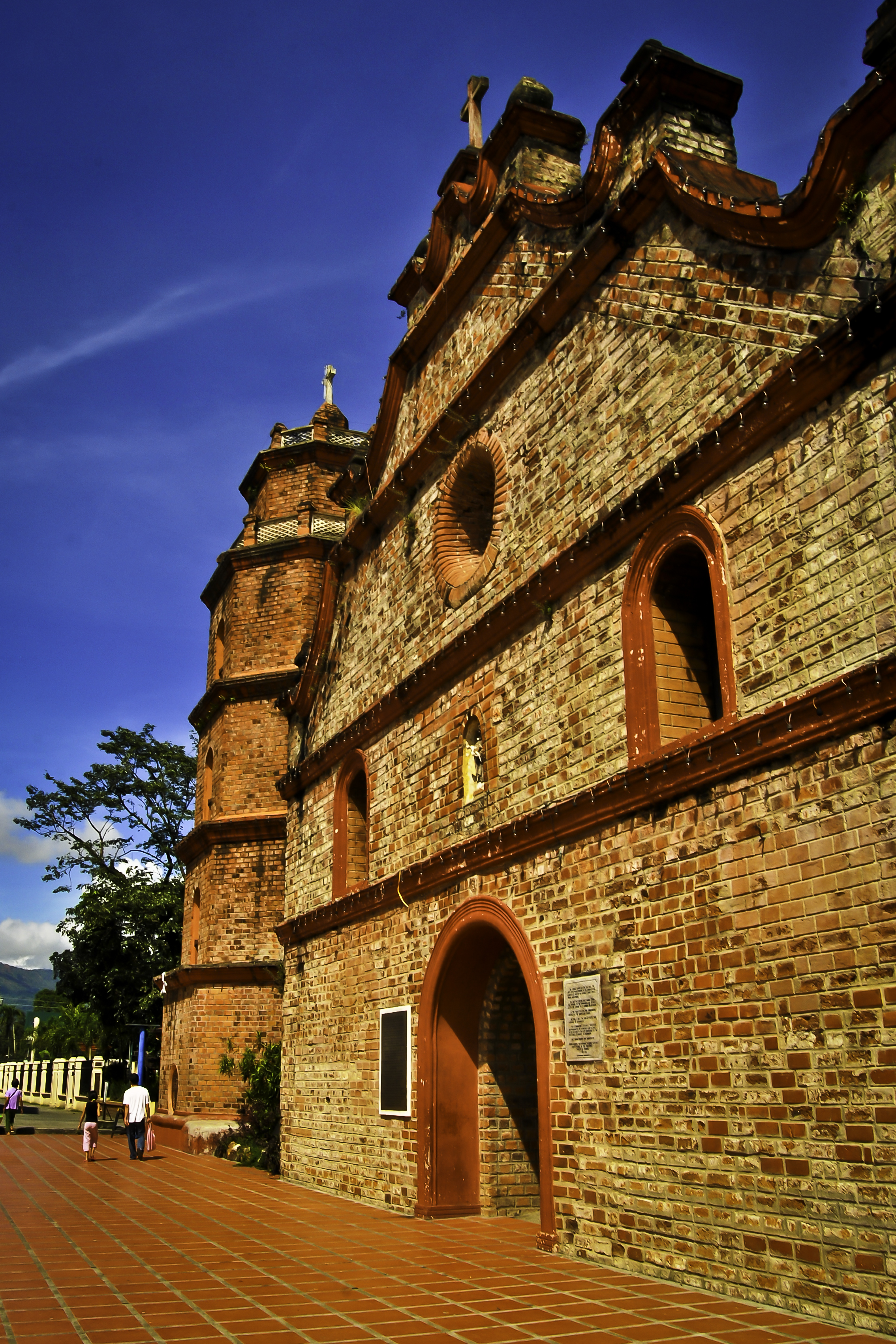
Otra vista del templo